# U vremenu izgubljenih
U vremenu izgubljenih prvi je sammostalni album Akija Rahimovskog.

## Popis pjesama
1. Intro  (instrumental)
2. Milady (uživo)
3. Intermezzo (instrumental)
4. Zraka sunca
5. Outro (instrumental)
6. To sam ja
7. Bijela pjesma
8. Jedini
9. Boje duge
10. Ti i ja
11. Viljenjak
12. Na valovima
13. Pesem / pjesma
14. Milady
15. Zraka sunca
16. Majke
17. Pozdrav iz L.A.
18. Bay b
19. Bay b (video)
20. Zbog tebe čekam budan svitanja
21. Boje duge (video)